# Powiat przasnyski

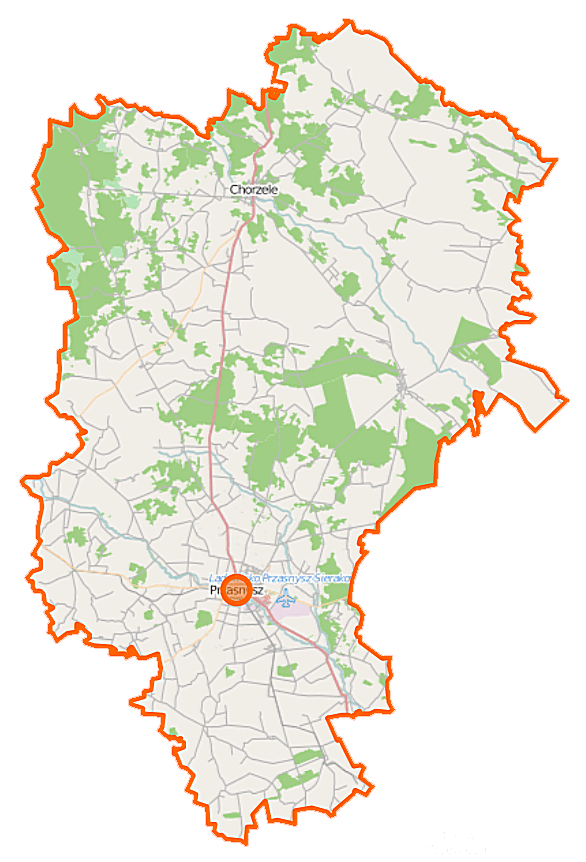
Mapa powiatu

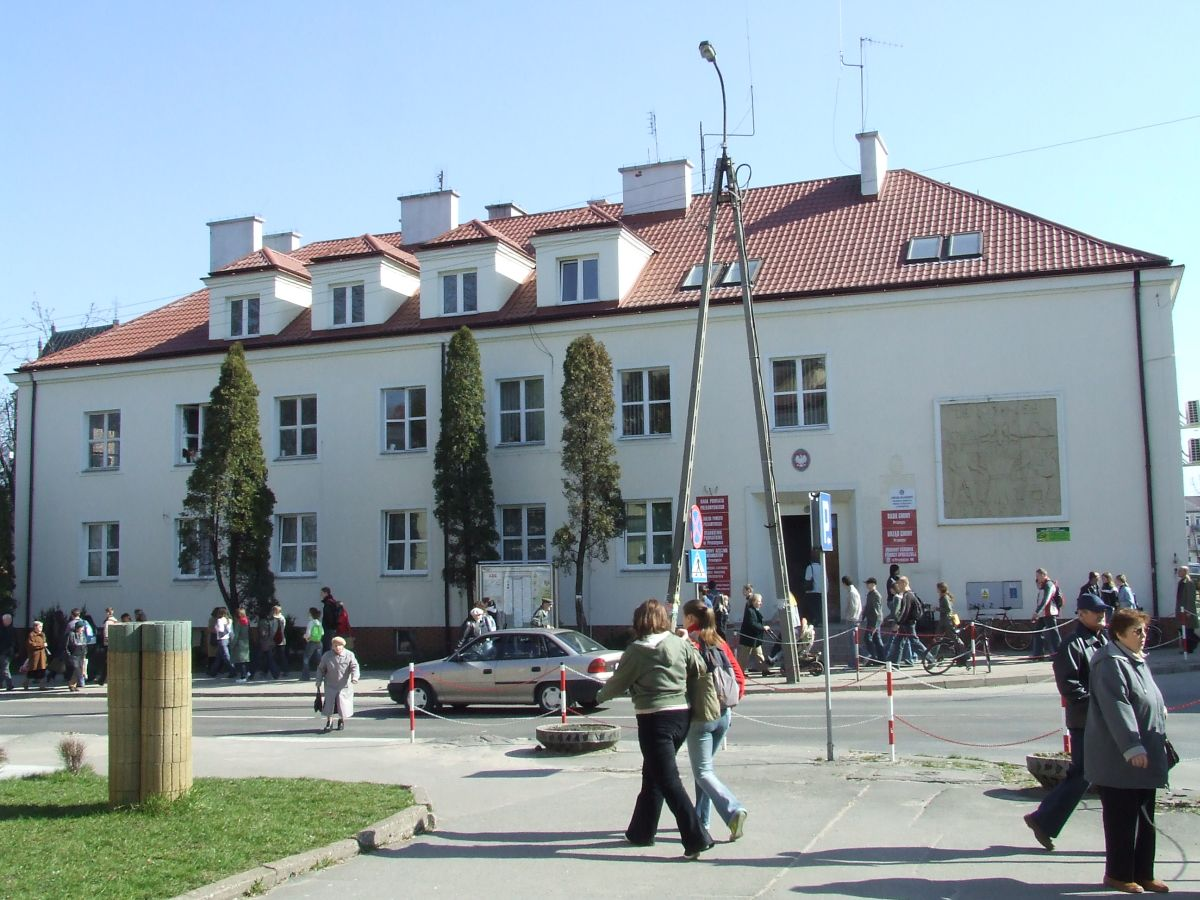
Siedziba Rady Gminy i Powiatu

Powiat przasnyski – powiat w Polsce, w północnej części województwa mazowieckiego, utworzony w 1999 roku w ramach reformy administracyjnej. Jego siedzibą jest miasto Przasnysz.
W skład powiatu wchodzą:
- gminy miejskie: Przasnysz
- gminy miejsko-wiejskie: Chorzele
- gminy wiejskie: Czernice Borowe, Jednorożec, Krasne, Krzynowłoga Mała, Przasnysz
- miasta: Przasnysz, Chorzele

Według danych z 31 grudnia 2019 roku powiat zamieszkiwało 52 511 osób. Natomiast według danych z 30 czerwca 2020 roku powiat zamieszkiwało 52 355 osób.

## Władze powiatu
Skład Rady Powiatu Przasnyskiego IV kadencji:
1. Marek Walędziak (Parciaki, gm. Jednorożec) – przewodniczący rady powiatu przasnyskiego
2. Zenon Szczepankowski (Chorzele) – starosta przasnyski
3. Tomasz Osowski (Przasnysz) – wicestarosta przasnyski
4. Jarosław Antoni Tybuchowski (Krasne) – etatowy członek zarządu powiatu
5. Małgorzata Grabowska (Grabowo, gm. Przasnysz) – członek zarządu powiatu
6. Bogdan Kruszewski (Wiktorowo, gm. Krzynowłoga Mała) – członek zarządu powiatu
7. Krzysztof Bieńkowski (Przasnysz) – wiceprzewodniczący rady powiatu
8. Dariusz Chodkowski (Chorzele) – wiceprzewodniczący rady powiatu
9. Grzegorz Grabowski (Przasnysz) – członek rady powiatu
10. Bartłomiej Kołakowski (Dzielin, gm. Czernice Borowe) – członek rady powiatu
11. Maria Magdalena Malińska (Świniary, gm. Krzynowłoga Mała) – członek rady powiatu
12. Piotr Marchliński (Mirów, gm. Przasnysz) – członek rady powiatu
13. Krzysztof Adam Nieliwodzki (Chorzele) – członek rady powiatu
14. Janusz Osiadacz (Przasnysz) – członek rady powiatu
15. Piotr Sekuna (Bogate, gm. Przasnysz) – członek rady powiatu
16. Arkadiusz Siejka (Przasnysz) – członek rady powiatu
17. Dariusz Wilga (Ulatowo-Pogorzel, gm. Jednorożec) – członek rady powiatu

## Historia
XVI w.-1795
1795-1866
1866-1918
Ustawa z 19/31 XII 1866 r. o zarządzie gubernialnym i powiatowym w guberniach Królestwa Polskiego powołała do życia powiat przasnyski. Powiat ten znalazł się we wschodniej części guberni płockiej.
1919-1939
14 sierpnia 1919 r. na mocy ustawy tymczasowej o organizacji władz administracyjnych II instancji powołano do życia województwo warszawskie. Na obszarze tego województwa utworzono powiat przasnyski. 24 grudnia 1923 starostą przasnyskim został Tadeusz Koziorowski.
1939-1945
8 października 1939 r. Adolf Hitler wydał dekret o organizacji i administracji wschodnich terytoriów włączonych do Rzeszy. Zgodnie z tym dekretem 1 listopada 1939 r. (w rzeczywistości stało się to już 26 października) wcielono do III Rzeszy obszar o powierzchni 91 974 km². Wśród dawnych ziem II RP na terenie Rzeszy znalazła się m.in. północna część województwa warszawskiego. Powiat przasnyski (niem. Landkreis Praschnitz) znalazł się w Rejencji ciechanowskiej (niem. Regierungsbezirk Zichenau), która weszła w skład prowincji Prusy Wschodnie (niem. Ostpreußen).
1945-1950
22 sierpnia 1944 r. na mocy dekretu Polskiego Komitetu Wyzwolenia Narodowego przywrócono przedwojenny podział administracyjny Polski, natomiast samorząd terytorialny zorganizowano dekretem Polskiego Komitetu Wyzwolenia Narodowego z dnia 23 listopada 1944 r. o organizacji i zakresie działania samorządu terytorialnego. Powiat przasnyski, jako jeden z powiatów województwa warszawskiego reaktywowano po wyzwoleniu ziem północnego Mazowsza w zimie 1945 r.
1950-1975
Ustawą z dnia 20 marca 1950 r. o terenowych organach jednolitej władzy państwowej zniesiono samorząd terytorialny w Polsce. Powiaty jako jednostki administracyjne funkcjonowały nadal, lecz organizacja władz powiatowych uległa daleko posuniętym zmianom. Na terenie powiatu przasnyskiego powołano do życia powiatową radę narodową. Jej organem wykonawczym stało się prezydium powiatowej rady narodowej. Na czele prezydium stał przewodniczący, będący odpowiednikiem wcześniejszego starosty. Ustawą z dnia 22 listopada 1973 r. o zmianie ustawy o radach narodowych wprowadzono instytucję naczelnika powiatu. Powiat przasnyski istniał do momentu wejścia w życie ustawy z dnia 28 maja 1975 r. o dwustopniowym podziale administracyjnym Państwa oraz o zmianie ustawy o radach narodowych. W wyniku przeprowadzenia wspomnianej reformy administracyjnej z dniem 1 czerwca 1975 r. powstało 49 województw, które zastąpiły 17 dotychczasowych, podzielonych na powiaty. Prawie całe terytorium powiatu przasnyskiego znalazło się na obszarze województwa ostrołęckiego, jedynie gminy: Krasne i Czernice Borowe znalazły się w województwie ciechanowskim.
1975-1998
od 1999
Ustawą z dnia 24 lipca 1998 r. o wprowadzeniu zasadniczego trójstopniowego podziału terytorialnego państwa przeprowadzono reformę administracyjną w Polsce. Z dniem 1 stycznia 1999 r. powstało 16 województw, które zastąpiły 49 dotychczasowych. Na obszarze województwa mazowieckiego zorganizowano 37 powiatów ziemskich, w tym powiat przasnyski składający się z 7 gmin. Pierwszym starostą przasnyskim został Zenon Szczepankowski, a przewodniczącym rady powiatu I kadencji Jarosław Antoni Tybuchowski.

## Starostowie
- I kadencja (1999-2002) – Zenon Szczepankowski
- II kadencja (2002-2006) – Zenon Szczepankowski
- III kadencja (2006-2010) – Zenon Szczepankowski
- IV kadencja (2010-2014) – Zenon Szczepankowski
- V kadencja (2014-2018) – Zenon Szczepankowski
- VI kadencja (2018-2023) – Krzysztof Bieńkowski,   (X 2023-) - Paweł Mostowy
- VII kadencja (2024-2029) - Paweł Mostowy

## Przewodniczący rady powiatu
- I kadencja (1999-2002) – Jarosław Antoni Tybuchowski
- II kadencja (2002-2006) – Marek Walędziak
- III kadencja (2006-2010) – Krzysztof Bieńkowski
- IV kadencja (2010-2014) – Marek Walędziak
- V kadencja (2014-2018)) – Marek Walędziak
- VI kadencja (2018-2021) – Paweł Szczepkowski
- VI kadencja (2021) – Katarzyna Wróblewska
- VII kadencja (2024-2029) – Zenon Szczepankowski

## Demografia

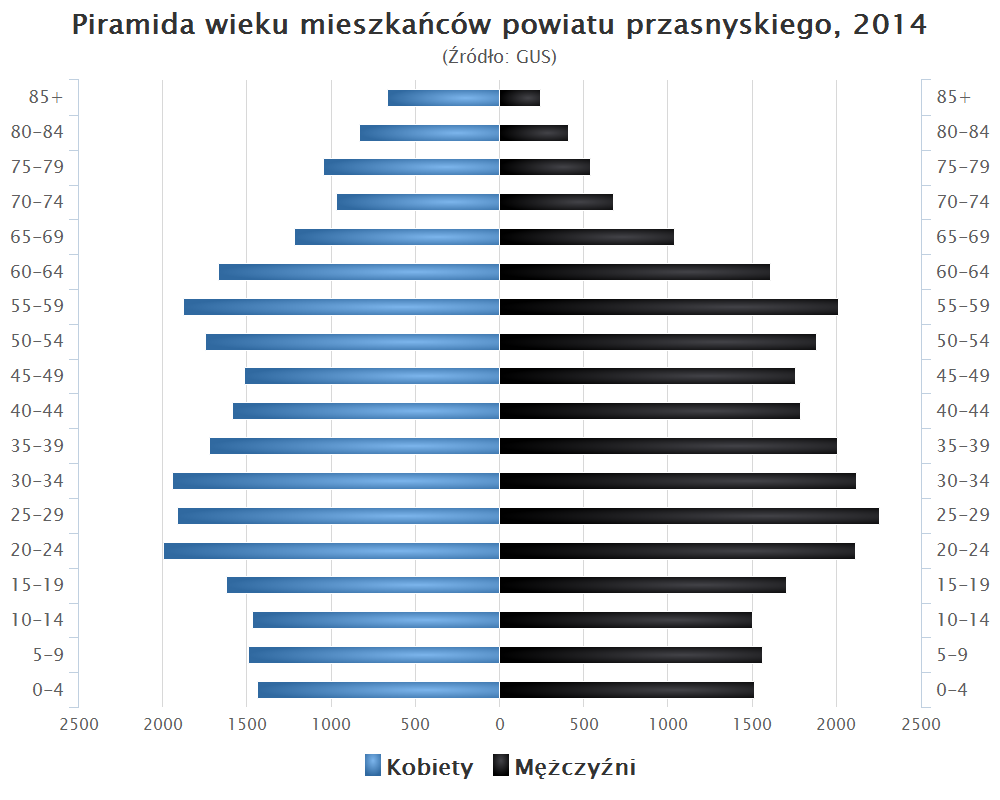
Piramida wieku mieszkańców powiatu przasnyskiego w 2014 roku

Liczba ludności (dane z 30 czerwca 2005):
|        | Ogółem | Ogółem | Kobiety | Kobiety | Mężczyźni | Mężczyźni |
| osób   | %      | osób   | %       | osób    | %         |           |
| ------ | ------ | ------ | ------- | ------- | --------- | --------- |
| Ogółem | 53 168 | 100    | 26 663  | 50,15   | 26 505    | 49,85     |
| Miasto | 19 861 | 37,36  | 10 283  | 19,34   | 9578      | 18,01     |
| Wieś   | 33 307 | 62,64  | 16 380  | 30,81   | 16 927    | 31,84     |

▶Wieś vs ▶miasto
Ogółem (▶k, ▶m)
Miasto (▶k, ▶m)
Wieś (▶k, ▶m)

## Sąsiednie powiaty
- powiat ostrołęcki
- powiat makowski
- powiat ciechanowski
- powiat mławski
- powiat szczycieński (warmińsko-mazurskie)
- powiat nidzicki (warmińsko-mazurskie)